# Adrian Negrău
Adrian Negrău (né le 17 mars 1968 à Arad en Roumanie) est un footballeur roumain qui évoluait au poste d'attaquant.

## Biographie
Adrian Negrău évolue en Roumanie et en Hongrie.
Il dispute neuf matchs en Coupe d'Europe des clubs champions. Son club du Steaua Bucarest atteint la finale de cette compétition en 1989, mais Negrău ne joue pas la finale contre l'AC Milan, étant remplaçant de Victor Pițurcă et Marius Lăcătuș.

## Palmarès

### Avec leSteaua Bucarest
- Champion de Roumanie en 1989
- Vainqueur de la Coupe de Roumanie en 1989
- Finaliste de la Coupe d'Europe des clubs champions en 1989 (ne joue pas la finale)

### Avec leKispest Honvéd
- Champion de Hongrie en 1993[2]